# Nicolò Cambiaghi
Nicolò Cambiaghi (Monza, 28 dicembre 2000) è un calciatore italiano, attaccante del Bologna.

## Caratteristiche tecniche
È un'ala capace di giocare su entrambe le fasce, anche se di norma è schierato sulla sinistra. Di piede destro, ma in grado di sfruttare efficacemente anche il mancino, è dotato di ottime doti tecniche e atletiche. Inoltre, è abile anche nei dribbling uno contro uno e nelle soluzioni da fuori area, pur non risultando particolarmente prolifico sotto rete.
Ha dichiarato di ispirarsi a Lorenzo Insigne e Federico Chiesa.

## Carriera

### Club

#### Gli inizi
Nato a Monza, Cambiaghi ha iniziato a giocare nelle scuole calcio della Dipo e della Vimercatese.

#### Atalanta e vari prestiti
Dopo essere stato notato dagli osservatori dell'Atalanta durante un torneo provinciale, è entrato a far parte del settore giovanile orobico alla fine del 2009 e ha fatto la trafila di tutte le formazioni fino alla Primavera, con cui ha vinto due Scudetti e una Supercoppa di categoria.
Il 19 agosto 2020, Cambiaghi è passato in prestito alla Reggiana, in Serie B. Ha quindi esordito fra i professionisti il 27 settembre seguente, subentrando a Simone Mazzocchi al 79º minuto dell'incontro in casa con il Pisa, conclusosi sul 2-2. Il 6 dicembre successivo, invece, poco dopo aver rilevato il compagno Augustus Kargbo nei minuti finali dell'incontro con il Monza (squadra della sua città natale), il giocatore ha ricevuto la sua prima espulsione: un rosso diretto per un fallo nei confronti dell'avversario Antonino Barillà. In ogni caso, nell'occasione la Reggiana si è imposta per 3-0. Alla fine della stagione, Cambiaghi ha totalizzato diciotto presenze in campionato con gli emiliani, pur non riuscendo a evitare la retrocessione della sua squadra in Serie C.
Il 15 luglio 2021, l'ala viene ceduta, sempre a titolo temporaneo, al Pordenone, in Serie B. Anche se la società friulana si trova presto in grande difficoltà, Cambiaghi si rivela uno dei giocatori più in forma della formazione neroverde, nonché una delle rivelazioni della stagione, che però il Pordenone conclude con la retrocessione da ultima in classifica. In tutto il campionato segna 7 reti in 36 presenze.
Il 4 agosto 2022 viene ceduto in prestito all'Empoli. Dieci giorni dopo può così fare il suo esordio in Serie A nella partita in casa dello Spezia, in cui rileva Liam Henderson al 9' della ripresa. Il successivo 11 novembre trova la prima rete nella massima serie, siglando, dopo 17 secondi dal suo ingresso in campo, il primo dei due gol con cui i toscani battono la Cremonese (2-0).
Il 25 agosto 2023, fa ritorno all'Empoli, ancora una volta in prestito per una stagione. Il 3 febbraio 2024, dopo il pareggio casalingo in campionato contro il Genoa, diventa il giocatore ad aver effettuato più tiri (52) senza mai segnare un gol in una singola stagione di Serie A, record precedentemente stabilito da Walter Gargano con la maglia del Napoli nella stagione 2011-2012. Il 6 aprile 2024, torna al gol dopo quasi undici mesi, aprendo le marcature nella vittoria casalinga contro il Torino (3-2).

#### Bologna
Il 12 luglio 2024, Cambiaghi passa a titolo definitivo al Bologna, sempre in Serie A, per circa dieci milioni di euro, più bonus. A seguito del suo esordio ufficiale con la maglia rossoblù, avvenuto nella partita Bologna-Udinese del 18 agosto 2024, subisce un infortunio al legamento crociato anteriore del ginocchio sinistro, che lo vede costretto a subire un'operazione e uno stop di diversi mesi.  Trova il suo primo gol ufficiale in rossoblu il 9 marzo 2025, nel successo per 2-1 in casa dell'Hellas Verona. 

### Nazionale
Convocato per la prima volta con la nazionale Under-21 nel marzo del 2022, Cambiaghi ha esordito con gli Azzurrini il 29 marzo successivo, subentrando a Emanuel Vignato nella partita di qualificazione all'Europeo vinta per 1-0 contro la Bosnia ed Erzegovina. Il 14 giugno seguente, ha segnato il suo primo gol con l'Under-21, nella vittoria per 4-1 contro l'Irlanda.
Nel giugno del 2023 è stato incluso nella lista dei convocati per l'Europeo Under-21, organizzato in Georgia e Romania.

## Statistiche

### Presenze e reti nei club
Statistiche aggiornate al 25 maggio 2025.
| Stagione        | Squadra         | Campionato      | Campionato | Campionato | Coppe nazionali | Coppe nazionali | Coppe nazionali | Coppe continentali | Coppe continentali | Coppe continentali | Altre coppe | Altre coppe | Altre coppe | Totale | Totale |
| Stagione        | Squadra         | Comp            | Pres       | Reti       | Comp            | Pres            | Reti            | Comp               | Pres               | Reti               | Comp        | Pres        | Reti        | Pres   | Reti   |
| --------------- | --------------- | --------------- | ---------- | ---------- | --------------- | --------------- | --------------- | ------------------ | ------------------ | ------------------ | ----------- | ----------- | ----------- | ------ | ------ |
| 2020-2021       | Reggiana        | B               | 18         | 0          | CI              | 1               | 0               | -                  | -                  | -                  | -           | -           | -           | 19     | 0      |
| 2021-2022       | Pordenone       | B               | 36         | 7          | CI              | 1               | 0               | -                  | -                  | -                  | -           | -           | -           | 37     | 7      |
| 2022-2023       | Empoli          | A               | 28         | 6          | CI              | 1               | 1               | -                  | -                  | -                  | -           | -           | -           | 29     | 7      |
| 2023-2024       | Empoli          | A               | 37         | 1          | CI              | 0               | 0               | -                  | -                  | -                  | -           | -           | -           | 37     | 1      |
| Totale Empoli   | Totale Empoli   | Totale Empoli   | 65         | 7          |                 | 1               | 1               |                    | -                  | -                  | -           | -           | -           | 66     | 8      |
| 2024-2025       | Bologna         | A               | 18         | 1          | CI              | 2               | 0               | UCL                | 0                  | 0                  | -           | -           | -           | 20     | 1      |
| 2025-2026       | Bologna         | A               | -          | -          | CI              | -               | -               | UEL                | -                  | -                  | SI          | -           | -           | -      | -      |
| Totale Bologna  | Totale Bologna  | Totale Bologna  | 18         | 1          |                 | 2               | 0               |                    | 0                  | 0                  |             | -           | -           | 20     | 1      |
| Totale carriera | Totale carriera | Totale carriera | 137        | 15         |                 | 5               | 1               |                    | 0                  | 0                  | -           | -           | -           | 142    | 16     |

### Cronologia presenze e reti in nazionale
| Cronologia completa delle presenze e delle reti in nazionale ― Italia under 21 | Cronologia completa delle presenze e delle reti in nazionale ― Italia under 21 | Cronologia completa delle presenze e delle reti in nazionale ― Italia under 21 | Cronologia completa delle presenze e delle reti in nazionale ― Italia under 21 | Cronologia completa delle presenze e delle reti in nazionale ― Italia under 21 | Cronologia completa delle presenze e delle reti in nazionale ― Italia under 21 | Cronologia completa delle presenze e delle reti in nazionale ― Italia under 21 | Cronologia completa delle presenze e delle reti in nazionale ― Italia under 21 |
| Data                                                                           | Città                                                                          | In casa                                                                        | Risultato                                                                      | Ospiti                                                                         | Competizione                                                                   | Reti                                                                           | Note                                                                           |
| ------------------------------------------------------------------------------ | ------------------------------------------------------------------------------ | ------------------------------------------------------------------------------ | ------------------------------------------------------------------------------ | ------------------------------------------------------------------------------ | ------------------------------------------------------------------------------ | ------------------------------------------------------------------------------ | ------------------------------------------------------------------------------ |
| 29-3-2022                                                                      | Trieste                                                                        | Italia under 21                                                                | 1 – 0                                                                          | Bosnia ed Erzegovina under 21                                                  | Qual. Europeo Under-21 2023                                                    | -                                                                              | 87’ 90+3’                                                                      |
| 6-6-2022                                                                       | Differdange                                                                    | Lussemburgo under 21                                                           | 0 – 3                                                                          | Italia under 21                                                                | Qual. Europeo Under-21 2023                                                    | -                                                                              |                                                                                |
| 9-6-2022                                                                       | Helsingborg                                                                    | Svezia under 21                                                                | 1 – 1                                                                          | Italia under 21                                                                | Qual. Europeo Under-21 2023                                                    | -                                                                              |                                                                                |
| 14-6-2022                                                                      | Ascoli Piceno                                                                  | Italia under 21                                                                | 4 – 1                                                                          | Irlanda under 21                                                               | Qual. Europeo Under-21 2023                                                    | 1                                                                              | 88’                                                                            |
| 22-9-2022                                                                      | Pescara                                                                        | Italia under 21                                                                | 0 – 2                                                                          | Inghilterra under 21                                                           | Amichevole                                                                     | -                                                                              | 46’                                                                            |
| 26-9-2022                                                                      | Castel di Sangro                                                               | Italia under 21                                                                | 1 – 1                                                                          | Giappone under 21                                                              | Amichevole                                                                     | -                                                                              | 63’                                                                            |
| 19-11-2022                                                                     | Ancona                                                                         | Italia under 21                                                                | 2 – 4                                                                          | Germania under 21                                                              | Amichevole                                                                     | -                                                                              | 59’                                                                            |
| 22-6-2023                                                                      | Cluj-Napoca                                                                    | Francia under 21                                                               | 2 – 1                                                                          | Italia under 21                                                                | Europeo Under-21 2023 - 1º turno                                               | -                                                                              | 46’                                                                            |
| 25-6-2023                                                                      | Cluj-Napoca                                                                    | Svizzera under 21                                                              | 2 – 3                                                                          | Italia under 21                                                                | Europeo Under-21 2023 - 1º turno                                               | -                                                                              | 90+2’                                                                          |
| 28-6-2023                                                                      | Cluj-Napoca                                                                    | Italia under 21                                                                | 0 – 3                                                                          | Norvegia under 21                                                              | Europeo Under-21 2023 - 1º turno                                               | -                                                                              | 62’                                                                            |
| Totale                                                                         |                                                                                | Presenze                                                                       | 10                                                                             |                                                                                | Reti                                                                           | 1                                                                              |                                                                                |

## Palmarès

### Club

#### Competizioni giovanili
- Campionato Primavera: 2

Atalanta: 2018-2019, 2019-2020
- Supercoppa Primavera: 1

Atalanta: 2019

#### Competizioni nazionali
- Coppa Italia: 1

Bologna: 2024-2025